# Slavica Radović Nadarević
Slavica Radović Nadarević (Kopar, 1965. - Ljubljana, 7. lipnja 2012.) bila je slovenska scenografkinja i kostimografkinja

## Životopis
Rođena u Kopru gdje je provela djetinjstvo i mladost. Obitelj joj se preselila u Ljubljanu, ali ostala je vezana uz Kopar, zbog čega su njeni sugrađani bili iznimno ponosni na nju. Diplomirala u Italiji na Accademia di belle Arti, na odsjeku scenografije i kostimografije. Fulbrightova stipendistica, zbog čega je mogla usavršavati se na sveučilištu Yale, na odsjeku scenografije i oblikovanja svjetla. Kao gostujući student gostovala je u brojnim kazalištima u New Yorku. U Ljubljani se potom na AGRFT specijalizirala za scenografiju. Mentorica joj je bila Meta Hočevar. Slavica je ostvarila brojne scenografije i kostimografije u kazalištu ali i na filmu. Često surađivala i s hrvatskim kazalištima, posebno Kerempuhom i ZeKaeM-om. U svojim zrelim godinama upoznao ju je prvak zagrebačkog HNK Mustafa Nadarević i zajedno su proveli dva desetljeća. Zbog nje je bio često u Kopru. Vjenčali su se tek 2012. na intimnoj ceremoniji, podalje od očiju javnosti. Slavica je bila Nadarevićeva životna ljubav. Umrla je iste godine u Ljubljani.

## Nagrade
Višestruko nagrađivana u Hrvatskoj, među ostalima na Marulićevim danima. Zadnju koja je dobila je za predstavu Moj sin samo malo sporije hoda na Festivalu malih scena u Rijeci.